# شفشات
شفشات (بالتركية: Şavşat)؛ (بالجورجية: შავშეთი، رومنة: tr) هي بلدة في محافظة أرتوين في منطقة البحر الأسود، بين مدينتي أرتوين وقارص على الحدود مع جورجيا في أقصى شرق تركيا.